# 3-Phasen-Modell von Lewin

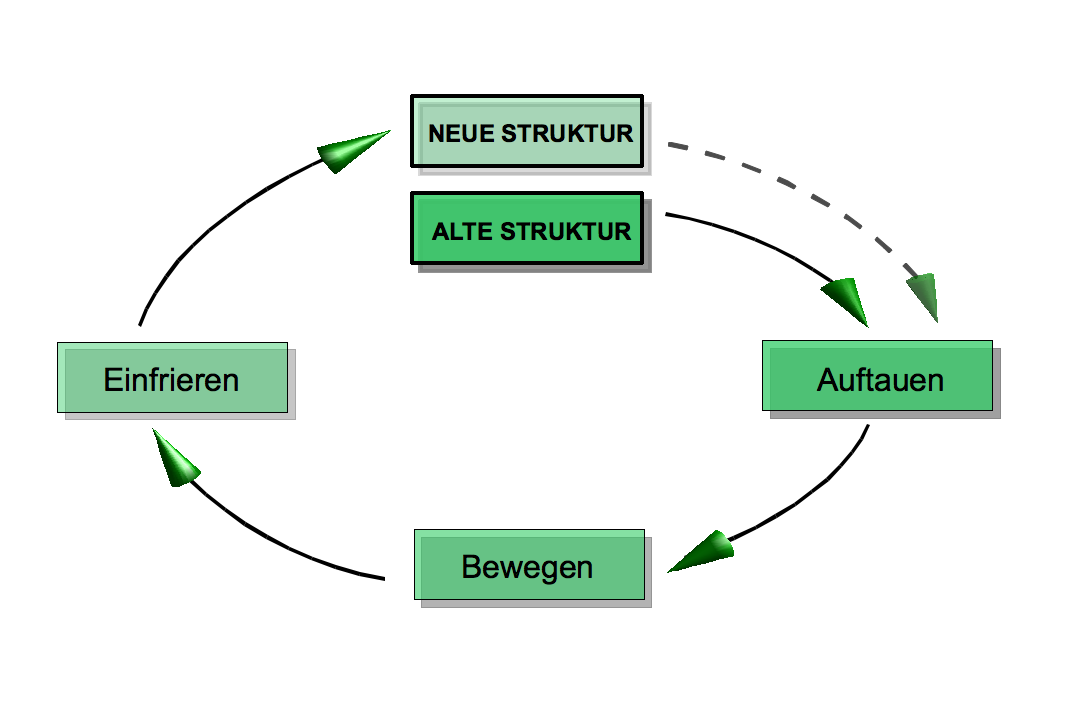
3-Phasenmodell von Lewin

Das 3-Phasen-Modell (auch englisch model of change genannt) von Kurt Lewin ist ein einfaches Modell zur Darstellung sozialer Veränderungen in sozialen Gruppen und Gemeinschaften.

## Hintergrund
Lewin hat für Veränderungsprozesse in Gruppen und Organisationen im Jahr 1947 in seinem Artikel Frontiers in group dynamics ein 3-Phasen-Modell formuliert. Die grundlegenden Ideen hinter diesem Modell sind vor dem Hintergrund seiner früheren Studien „zur Lösung sozialer Konflikte“ zu sehen. Nach seiner Emigration in die Vereinigten Staaten untersuchte er die Frage, wie die Kultur in Deutschland nach Kriegsende in Richtung Demokratie verändert werden könnte.
Im Artikel „The Special Case of Germany“ von 1953 befasste er sich mit dem kulturellen Veränderungsprozess bei Individuen und Nationen (Cultural Changes of Individuals and Nations), der sogenannten Umerziehung (Reeducation), die nach Kriegsende von der amerikanischen Militärverwaltung in Deutschland durchgeführt werden sollte. Nach Lewins Meinung darf die Führung einer Gemeinschaft bei der Umstellung von der Autokratie zur Demokratie nicht unter dem Motto der „individuellen Freiheit“ einfach alles laufen lassen, sondern muss all ihre Macht einsetzen, um die Einsicht in die demokratische Verantwortung des Einzelnen gegenüber der Gruppe als Ganzes herbeizuführen.
Lewin bevorzugte den Veränderungsprozess in der Gruppe, weil er wegen der Gruppendynamik effizienter verlief. Das Vorgehen sollte als ein schrittweiser Wandel von feindlicher Haltung zu freundlicher Haltung dem neuen System als Ganzem gegenüber verlaufen. Er legte großen Wert auf die Schaffung einer Atmosphäre der Freiheit und der Spontanität als Teil des Umerziehungsvorganges. Für ihn war es unlogisch zu erwarten, dass ein Mensch den Wandel von selber vollziehen würde. Denn eine Umerziehung versuche das System der Werte und Ansichten des Einzelnen oder einer Gruppe so zu verändern, dass es wieder mit der Gesellschaft in ihrer Gesamtheit oder mit der Wirklichkeit übereinstimme. Seinen Kritikern, die seinem Verfahren Täuschung und Nebelschleier vorwarfen, entgegnete er, sie würden eine Methode der Gewaltanwendung für ehrenhafter und redlicher halten.

## Phasen
Veränderungen in gesellschaftlichen Gruppen erfolgen nach diesem Modell in drei Phasen: Auflockern, Hinüberleiten, Verfestigen (manchmal – wie in der obigen Grafik – auch übersetzt mit „Auftauen, Bewegen, Einfrieren“ oder „Auftauen, Ändern, Neustabilisieren“).
1. Auflockern (englisch Unfreezing)
Unter Auflockern bzw. Auftauen versteht Lewin das Vorbereiten einer Veränderung. In dieser Phase werden Pläne mitgeteilt, die von der Änderung Betroffenen werden in die Diskussion einbezogen, Unterstützung wird entwickelt und es wird ganz allgemein Zeit eingeräumt, sich auf die Veränderung vorzubereiten. Vorbereitende Analysen, beispielsweise eine Kraftfeldanalyse[6], werden durchgeführt, und die gesellschaftlichen Systeme werden „weich“ und veränderbar.
2. Hinüberleiten (englisch Moving)
In der zweiten Phase wird auf das neue Niveau hinübergeleitet. Die Einführung neuer Gruppenstandards wird durch direktes Eingreifen der Verantwortlichen und durch Training verstärkt und der Prozess überwacht.
3. Verfestigen (englisch Freezing)
Die letzte Phase dient dem Verfestigen der „Umgewöhnung“ der Gruppe. Der neue Prozess muss sich vollständig einpassen und ganz natürlich „dazugehören“. Dies wird sichergestellt, indem auch über die Einführungsphase hinaus weiterhin überwacht wird, ob der Prozess funktioniert und aufrechterhalten wird.

### Erweiterung der Phasen
Das Phasenmodell nach Lewin wurde von Edgar Schein (1996) um eine kognitive Komponente erweitert.
In der Phase des Auflockerns (engl. Unfreezing) beschreibt Schein drei kognitive Prozesse, die vorhanden sein müssen, um Veränderungsbereitschaft und -motivation zu wecken.
1. Diskonfirmation
Nach Schein beginnt jede Veränderung mit einer Art Unzufriedenheit und Frustration, da die gegebene Situation unseren Erwartungen und Hoffnungen widerspricht.
2. Induktion von Schuldgefühlen und Überlebensangst
Um Bereitschaft für eine Veränderung zu erzeugen, muss die gegebene Situation sowohl akzeptiert werden als auch persönliche Relevanz haben. Es muss das Gefühl entstehen, dass, wenn eine Veränderung ausbleibt, unsere Bedürfnisse nicht erfüllt oder Ziele und Ideale nicht erreicht werden können. Schein spricht in diesem Zusammenhang von „Überlebensangst“.
3. Schaffung von psychologischer Sicherheit und Überwindung der Überlebensangst
Schein sieht als Schlüssel eines effektiven Veränderungsmanagements, das Ausmaß der erlebten Bedrohung mit genügend psychologischer Sicherheit auszugleichen, um die Überlebensangst zu überwinden und zur Veränderung zu motivieren. Die zentrale Aufgabe ist es, durch verschiedene Taktiken psychologische Sicherheit zu schaffen.

Die Phase des Hinüberleitens (engl. Moving) wird nach Schein ebenfalls von drei kognitiven Prozessen begleitet.
1. Kognitive Umstrukturierung
Diese tritt auf, wenn eine grundlegende Veränderungsbereitschaft und Empfänglichkeit für neue Informationen besteht. Die Aufnahme der neuen Informationen kann entweder zu semantischer Neudefinition, kognitiver Erweiterung und/oder zu neuen Maßstäben für die Beurteilung oder Bewertung führen und somit eine kognitive Umstrukturierung auslösen. Schein erklärt die Aufnahme neuer Informationen über zwei Mechanismen: Lernen durch Identifikation mit einem Rollenmodell sowie Lernen durch Versuch und Irrtum.
2. Identifikation mit einem Rollenmodell
In der Phase des Auflockerns wird zwar Motivation für eine Veränderung geschaffen, nicht aber die Richtung dieser Veränderung bestimmt oder kontrolliert. Deshalb ist es nach Schein von zentraler Bedeutung, welche Art von Rollenmodell anschließend zur Verfügung steht und welche Informationen dieses vermittelt.
3. Scanning: Lernen durch Einsicht oder durch Versuch und Irrtum
Wenn kein Rollenmodell zur Verfügung steht, müssen wir selbst die Initiative ergreifen, uns einer Vielzahl neuer Informationen auszusetzen und die Umwelt nach möglichen Lösungen für das Problem abzusuchen. Bei hoher psychologischer Sicherheit kann spontan eine Einsicht erlebt werden, die eine solche Lösung verdeutlicht. Sobald eine kognitive Umstrukturierung stattgefunden hat, werden die neuen mentalen Kategorien mit dem neuen Verhalten getestet, was zu einer Periode von Versuch und Irrtum führt und entweder die neuen Kategorien verstärkt oder einen erneuten Veränderungsprozess initiiert. Schein geht davon aus, dass diejenige Lösung, die wir für uns selbst finden, die beste und stabilste Lösung ist.

Darüber hinaus ist auch die Phase des Verfestigens (engl. Freezing) von einem kognitiven Prozess geprägt.
1. Persönliches und relationales Verfestigen
Das neue Verhalten muss bis zu einem gewissen Grad mit unserem restlichen Verhalten und unserer Persönlichkeit kongruent sein, sonst wird ein erneuter Veränderungsprozess ausgelöst. Um die Verfestigung des neuen Verhaltens sicherzustellen, empfiehlt Schein, die Identifikation mit einem Rollenmodell zu vermeiden und Scanning zu fördern, damit wir Lösungen wählen, die zu uns passen und die somit beständiger sind.

## Verbreitung
Edgar Schein vom MIT hat Beeinflussungsprozesse bei verschiedenen Gruppen untersucht. Er untersuchte Kriegsgefangene im Koreakrieg, die Sozialisierung von MBAs für ihre Arbeitnehmer, Unternehmer und Direktoren während der Änderung von Unternehmenskulturen, Berater, während sie Organisationen geholfen haben, und gruppendynamische Prozesse von Berufs- und Kulturorganisationen bei ihren Mitgliedern. Dabei fand er in der Veränderungsdynamik ähnliche Muster, wie sie im obigen Modell von Lewin dargestellt werden.

## Relevanz für Veränderungsmanagement
Obwohl der ursprüngliche Fokus des 3-Phasen-Modells auf der Erklärung von Veränderungsprozessen in gesellschaftlichen Gruppen lag, gilt das Modell heute als die Pioniertheorie im Bereich des organisationalen Veränderungsmanagements (engl. Change Management).

## Kontroverse
Das 3-Phasen-Modell von Lewin wird von vielen Autoren als eines der wichtigsten Grundlagenmodelle im Veränderungsmanagement betrachtet. Viele Modellentwicklungen und Studien basieren auf Lewin’s Modell. Gleichzeitig wird das Modell von vielen Wissenschaftlern kritisch betrachtet. Die Darstellung eines Veränderungsprozesses in wenige aufeinanderfolgende Schritte sei zu einfach. Oder, die letzte Phase des Modells (Refreezing) suggeriere, dass, wenn das Ziel eines Change-Prozesses erreicht ist, dieser Zustand erneut zu einer starren Struktur übergehen soll. Zu Beginn eines neuen Veränderungsprozesses müsste dieser Zustand wieder aufgebrochen werden. Diese simple, statische Vorstellung von Strukturen gelte als überholt und unpassend für die Flexibilität und Komplexität gegenwärtiger Unternehmen.
Eine eingehende Recherche der Quelltexte und des Verlaufs der Zitation und Interpretationen des Modells macht deutlich, dass die heutige Form des 3-Phasenmodells nicht voll und ganz auf Lewin’s Überlegungen zurückzuführen ist. Im Vergleich zu anderen Theorien Lewins (z. B. Feldtheorie) sind die Ausführungen zum 3-Phasen-Modell ungenau und mit wenig Evidenz belegt. Dies ist mit Lewin’s verfrühten Ableben, noch bevor er seine Forschung zu Veränderungsprozessen abschließen konnte, zu erklären. Viele der zum 3-Phasen-Modell zitierten Artikel von Lewin, stammen aus Veröffentlichungen nach seinem Tod im Februar 1947, die vermutlich als unausgereift betrachtet werden können. In häufig zitierten Quellen (z. B. Lewin 1947) taucht die Bezeichnung „Refreezing“ als dritte Phase im Veränderungsprozess nicht auf. Auch die Absicht ein möglich simples Modell des Veränderungsprozesses zu entwickeln, um Change Agents anzuleiten, wurde so von Lewin nicht formuliert. Dieses Verständnis des Modells kann unter anderem auf Fortführungen und Interpretationen von Ronald Lippit und Edgar Schein zurückgeführt werden.
Cummings und Kollegen vermuten, dass die heutige Sicht auf den Change-Prozess anders aussehen könnte, wenn alternative Aspekte von Lewin‘s Überlegungen zu Veränderung in der Literatur hervorgehoben worden wären. Zum Beispiel betont Lewin die Bedeutsamkeit der Einbindung aller vom Veränderungsprozess Betroffenen in Frontiers in group dynamics. Das Modell wird allerdings häufig als Instrument für Führungskräfte in der Rolle des Change Agents betrachtet, das dabei helfen soll den Veränderungsprozess zu leiten und zu überwachen. Dies widerspricht Lewin’s Ausführungen und es ist anzunehmen, dass der Gebrauch des Modells von ihm so nicht intendiert war.